# Quecto

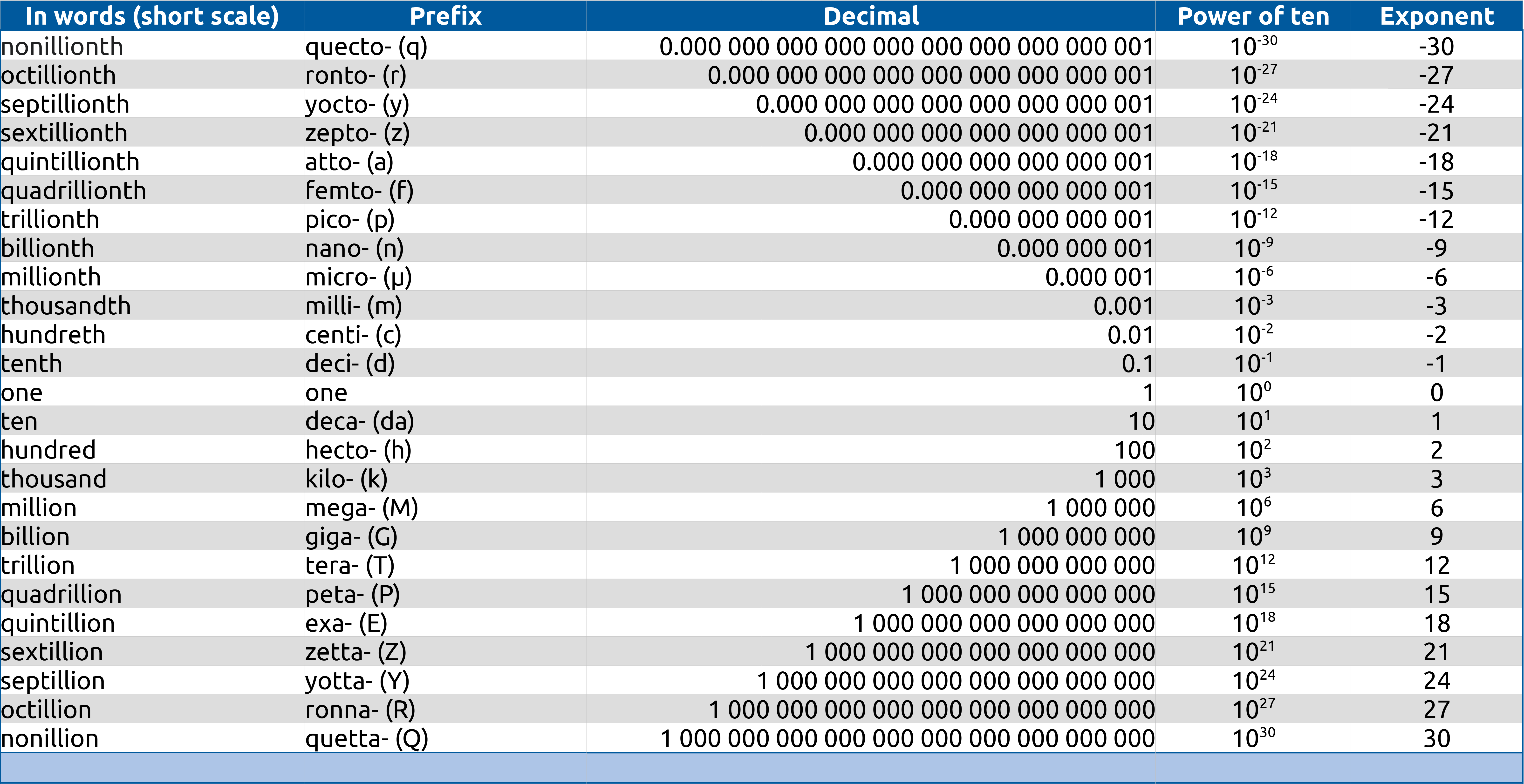
Tabela przedrostków liczbowych w języku angielskim

Quecto (q) – przedrostek jednostek miary oznaczający mnożnik 0,000 000 000 000 000 000 000 000 000 001= 10−30 (jedna kwintylionowa). Rezolucja wprowadzająca przedrostek została przyjęta na 27. posiedzeniu Generalnej Konferencji Miar w listopadzie 2022 roku.
Autorem propozycji wprowadzenia przedrostka był brytyjski metrolog, Richard Brown. Miało to posłużyć środowiskom naukowym, operującym na wielkościach nieobjętych wcześniej stosowanymi przedrostkami, w szczególności zajmującym się fizyką kwantową czy fizyką cząstek elementarnych. Ponadto, decyzja Konferencji miała zapobiec przyjmowaniu nieoficjalnych określeń bardzo małych liczb.